# Ghiacciaio Canyon
Il Ghiacciaio Canyon  (in lingua inglese: Canyon Glacier) è uno stretto ghiacciaio antartico, lungo 65 km, che si origina dalle pendici nordoccidentali del Monte Wexler e fluisce in direzione nord scorrendo tra le strette e ripide pareti del Separation Range e dell'Hughes Range, catene montuose che fanno parte dei Monti della Regina Maud, in Antartide. Il ghiacciaio va a terminare nella Barriera di Ross, subito a ovest del Giovinco Ice Piedmont.
Il ghiacciaio fu osservato per la prima volta dal vicino Monte Patrick da parte dei membri della New Zealand Alpine Club Antarctic Expedition (1959–60), che ne diedero la denominazione descrittiva in quanto il ghiacciaio fluisce entro le pareti di una stretta valle simile ad un canyon.